# Прясельце

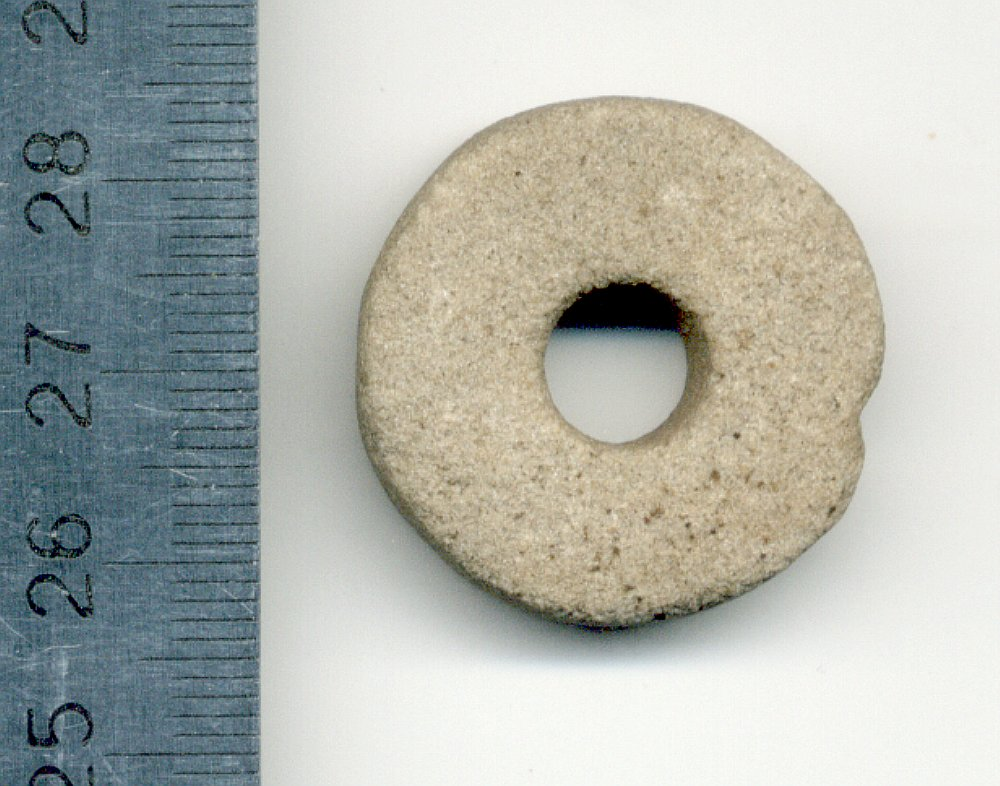
Прясло 12-13 століть

Пря́сельце, пря́слице, пря́сло, діал. пря́сниця — перфорований в середині тягарець, який насаджували на веретено, щоб надати йому сталості і рівномірності обертання. Зазвичай мало округлу дископодібну форму, але й могло бути конічним. Прясельця відомі з часів неоліту. Спочатку їх виготовляли з глини, пізніше і з каменю, металу, скла або кістки.
Масовий виріб. На Русі в ХІ—ХІІІ століттях прясельця з рожевого волинського лупаку-шиферу вироблялися околицях Овруча, звідки вони розходилися по всій Україні та були експортовані в Московщину, Болгарію і Польщу. Відомі шиферні прясельця з написами («ПОТВОРИНЪ ПРЯСЛЕНЬ», Київ), «НЕВѢСТОЧЬ» (Вишгород), «Ги̃ ПОМОЗИ РАБѢ СВОѢЙ И ДАЙ» (Городно), окремі знаки та схематичні рисунки — три воли (Полтавщина).